# Кънгит (остров)

Остров Кънгит (на английски: Kunghit Island) е 5-ият по големина остров в архипелага Хайда Гуаи (Кралица Шарлота) край западните брегове на Канада в Тихия океан. Площта му е 132 км2, която му отрежда 36-о място сред островите на провинция Британска Колумбия и 143-то в Канада. Необитаем.
Островът се намира в най-южната част на архипелага, южно от остров Морсби, от който го отделя протока Хустън Стюарт. Източните брегове на острова се мият от водите на широкия проток Хеката, отделящ го от бреговете на Британска Колумбия, а западните от безкрайните простори на Тихия океан. Дължината му от север на юг е 24 км, а ширината му варира от 2 до 13 км
Бреговата линия с дължина 121 км е силно разчленена. Целият остров се състои от няколко взаимно свързани полуострова – най-големия на изток (п-ов Блекбърн) и няколко по югоизточното крайбрежие, като между тях дълбоко във вътрешността се вклиняват три залива – Луксана, Хау и Въдръф на югоизточното и Гилбърт, на западното крайбрежие. Най-южната точка на острова нос Сейнт Джеймс, е и най-южна точка на целия архипелаг Хайда Гуаи (Кралица Шарлота).
По-голямата част на острова е хълмиста с максимална височина от 534 м на п-ов Блекбърн.
Климатът е умерен, морски, влажен, предпоставка за пълноводни почти през цялата година къси реки. Голяма част от острова е покрит с гъсти иглолистни гори. Целият остров попада в националния канадски парк Гуаи Хаанас.
В миналото островът е бил населен от индиански племена от народа хайда, които през XIX в. масово се изселват или измират от едра шарка и други заразни болести привнесени от европейците. В най-северната част на острова на брега на протока Хустън Стюарт има изградено ваканционно селище Роуз Харбър, изходен пункт за няколко туристически маршрута във вътрешността на острова.
Островът е открит през месец юли 1774 г. от испанския мореплавател Хуан Хосе Ернандес Перес, а по-късно, през 1792 г. крайбрежието му е картирано и е доказано островното му положение от британски морски офицери, участници в експедицията на Джордж Ванкувър (1791-1795). В периода 1857-1862 целият архипелаг Хайда Гуаи (Кралица Шарлота) и западните брегове на Британска Колумбия са детайлно картирани от британска експедицията възглавявана от хидрографа Джордж Хенри Ричардс, който въпреки че променя индианските названията на множество острови в архипелага, запазва първоначалното му индианско име.